# Harappa
Harappa (urdu/pandzsábi: ہڑپّہ) régészeti lelőhely Pakisztánban, Pandzsáb tartományban. A helyszín bronzkori erődített város romjait tartalmazza, mely az Indus-völgyi civilizációnak volt része. 
Az Indus-völgyi civilizáció (más néven Harappai civilizáció) legkorábbi gyökerei kb. Kr. e. 6000-ig vezethetők vissza. A legújabb kutatások azt mutatják, hogy e civilizáció már kétezer évvel korábban kialakult, mint azt korábban gondolták. A két legnagyobb ismert város, a Mohen Dzsodáro és Harappa kb. Kr. e. 2600 körül jelent meg az Indus folyó mentén és fénykoruk kb. Kr. e. 1700-ig tartott.
Az egykori város 5 km átmérőjű területen feküdt, és jól megerősített vár védte. A város utcái derékszögben metszették egymást, a legtöbb házban volt fürdőszoba és mellékhelyiség. A város téglából épült fel, de téglaanyagának nagy részét – még mielőtt a rendes régészeti feltárás megindult volna – vasútépítéshez hordták el ágyazatnak.
Lakóiról nagyon keveset tudunk. Civilizációjuk ismerte az írást és számos lelet maradt ránk, azonban a kutatóknak máig sem sikerült megfejteniük nyelvüket. A katona- és gyilkosságábrázolások hiányából a kutatók arra következtettek, hogy e kultúra területén – Egyiptomtól és Mezopotámiától eltérően – évszázadokon át béke honolt. A kultúra végső pusztulását végül az északról bevándorolt harcias, nomád indoiráni népek okozták Kr. e. 1500 körül a népesség teljes kiirtásával. A rövid idő alatt bekövetkező elnéptelenedés okaként a kutatók a leletek illetve a Rege-véda leírásai alapján háborút vélnek.

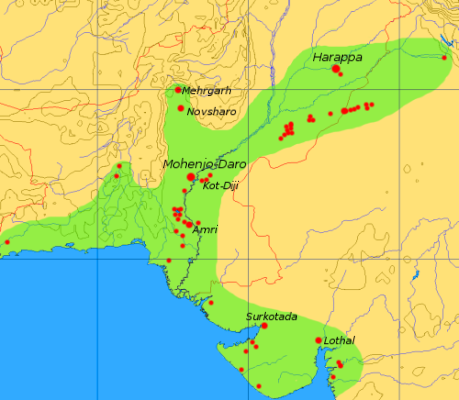
Az Indus-völgyi civilizáció főbb települései

## Fordítás
- Ez a szócikk részben vagy egészben  a   Harappa című angol Wikipédia-szócikk ezen változatának fordításán alapul.  Az eredeti cikk szerkesztőit annak laptörténete sorolja fel. Ez a jelzés csupán a megfogalmazás eredetét és a szerzői jogokat jelzi, nem szolgál a cikkben szereplő információk forrásmegjelöléseként.